# Montagne de Lachens
Pour les articles homonymes, voir Lachens.
La montagne de Lachens est une montagne située dans les Préalpes de Castellane, dans le Var.

## Géographie
La montagne de Lachens est le point culminant du département du Var avec ses 1 712 m d'altitude, elle est située sur la commune de Mons. Elle est aussi la limite géographique et climatique de la Côte d'Azur et du climat méditerranéen, laissant la place aux Alpes et au climat montagnard. L'accès au sommet est facile, on peut prendre le chemin de Lachens par l'ubac depuis la D21 au col de Clavel ou le chemin d'Esclapon par l'adret ou par les sentiers pédestres depuis le GR49.

## Le panorama

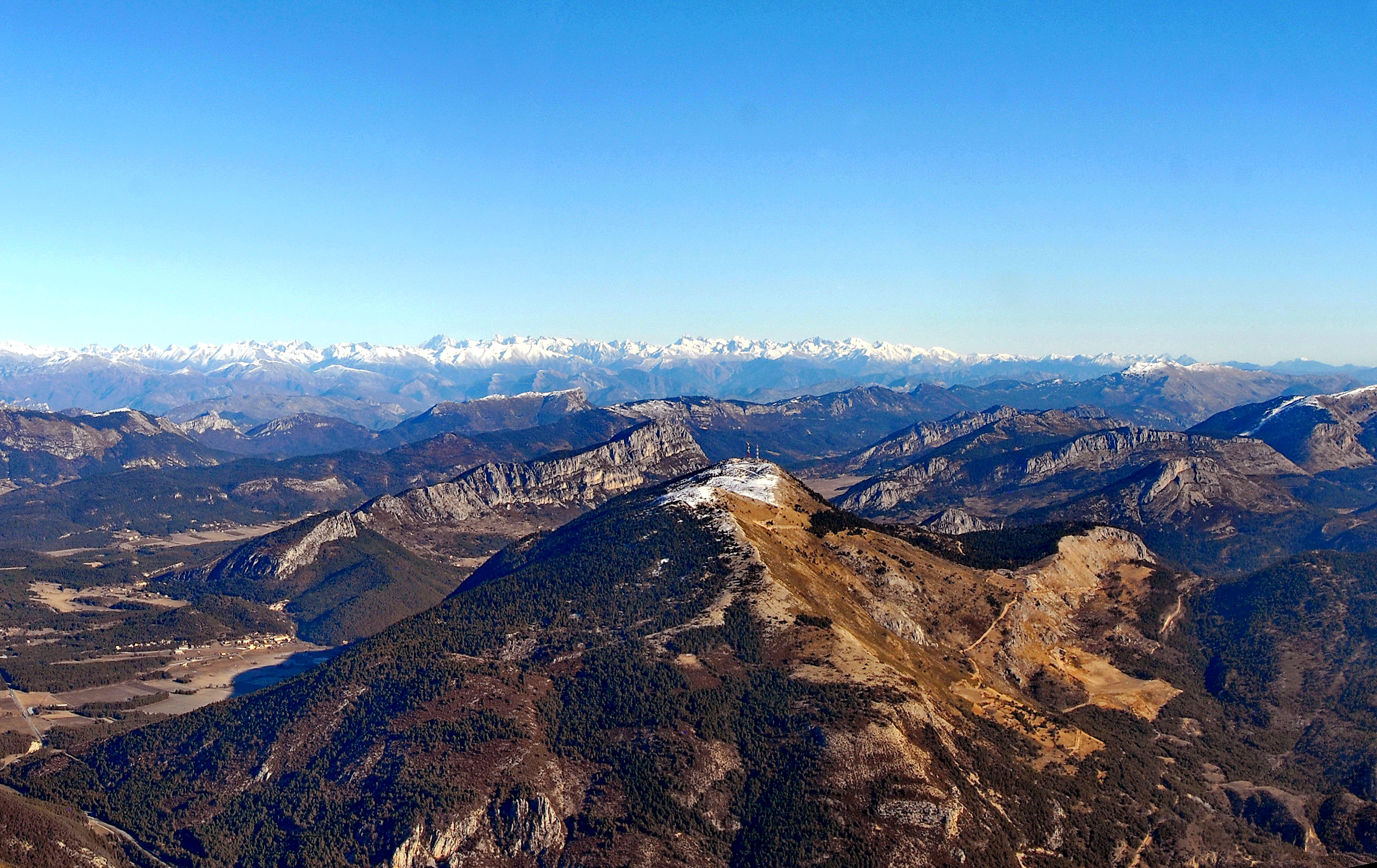
Vue aérienne de la montagne de Lachens

Situé aux confins des communes de Mons, La Bastide, La Roque-Esclapon et Séranon, le sommet offre un panorama splendide. On peut observer tout le département du Var, la vue va jusqu'au massif de la Sainte-Baume et au mont Faron au sud-ouest, la mer Méditerranée au sud, les sommets de la Corse au sud-est qui sont bien visibles sous un ciel clair, et les montagnes du massif du Mercantour-Argentera au nord-est.
Une antécime est située au sud-ouest, à 1 685 m d'altitude, où l'on peut trouver une table d'orientation.

## Activités
Au sommet de la montagne se trouvent deux pylônes de télécommunications auparavant utilisés par l'OTAN et, à son pied, le site de la station de ski disparue de Varneige. Cette station de ski, de taille modeste, était constituée d'un hôtel-restaurant, de deux téléskis et de trois courtes pistes. Ouverte en 1965, la station connut une bonne affluence mais l'extension de la station d'Andon l'Audibergue (Alpes-Maritimes), en 1967 détourna une grande partie de sa clientèle. Le décès accidentel de son gérant, l'absence d'entretien des équipements, les aléas climatiques provoquèrent sa fermeture en 1969 ou au début des années 1970. En octobre 2012, le Conseil général du Var, qui s'est porté acquéreur de l'hôtel en ruine en 2010, a procédé à sa démolition.
La montagne est fréquentée par plusieurs associations locales de vol libre, notamment pour le parapente, le deltaplane ou le planeur comme l'AACNVL.
L'ascension à VTT se fait à partir de La Roque-Esclapon. Le parcours a une longueur de 10,18 kilomètres avec une dénivellation de 736 mètres. Le pourcentage moyen de la route est de 7,2 % avec un maximum de 13,8 %. La course en VTT du Lachens à la Mer, organisée par l'Association sportive et culturelle pour la solidarité (ASCS) se produit chaque année, le jeudi de l’Ascension. La longueur de la course est de 100 km et descend jusqu'aux Issambres près de Sainte-Maxime.
Le Lachens peut être gravi en vélo de route depuis le col de Clavel. Le parcours est long de 9 kilomètres avec une dénivellation de 631 mètres. Le pourcentage moyen de la route est de 7 % avec un maximum de 10 %.